# Direcció (geometria)

Rectes i vectors amb la mateixa direcció

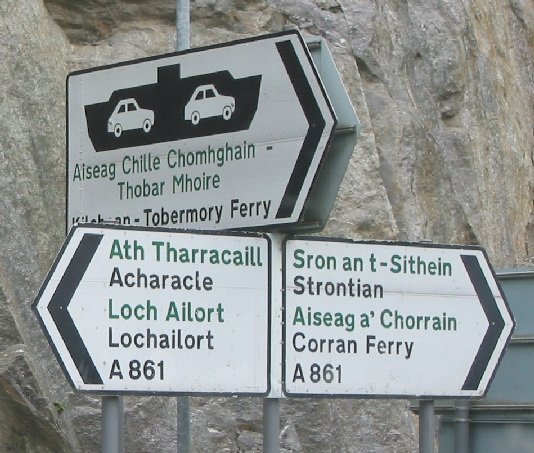
La forma de cada plafó d'aquest senyal de trànsit, representa una fletxa, indicant una direcció.

Una direcció és la informació continguda en la posició relativa d'un punt respecte a un altre punt sense informació sobre la distància. Les direccions poden ser o bé relatives a una referència determinada (els violins en una orquestra completa s'asseuen normalment a l'esquerra del director), o bé absolutes d'acord amb algun marc de referència prèviament acordat (la ciutat de Nova York es troba a l'oest de Madrid).
La direcció s'indica sovint amb la mà amb un dit índex estès o representant-la amb una fletxa. En un senyal d'orientació vertical que representa un pla horitzontal, tal com un senyal de trànsit, "endavant", normalment s'indica amb una fletxa vertical cap amunt. Matemàticament, la direcció es pot especificar de forma única per un vector d'unitat, o de manera equivalent pels angles formats pel camí més directe respecte a un conjunt específic d'eixos.
En geometria euclidiana i afí, la direcció d'un subespai és l'espai vectorial associat a aquest subespai.. En el cas d'un subespai de dimensió unitat (que és una línia) els vectors de direcció són els vectors diferents de zero d'aquest espai vectorial.